# 벨빌 공원

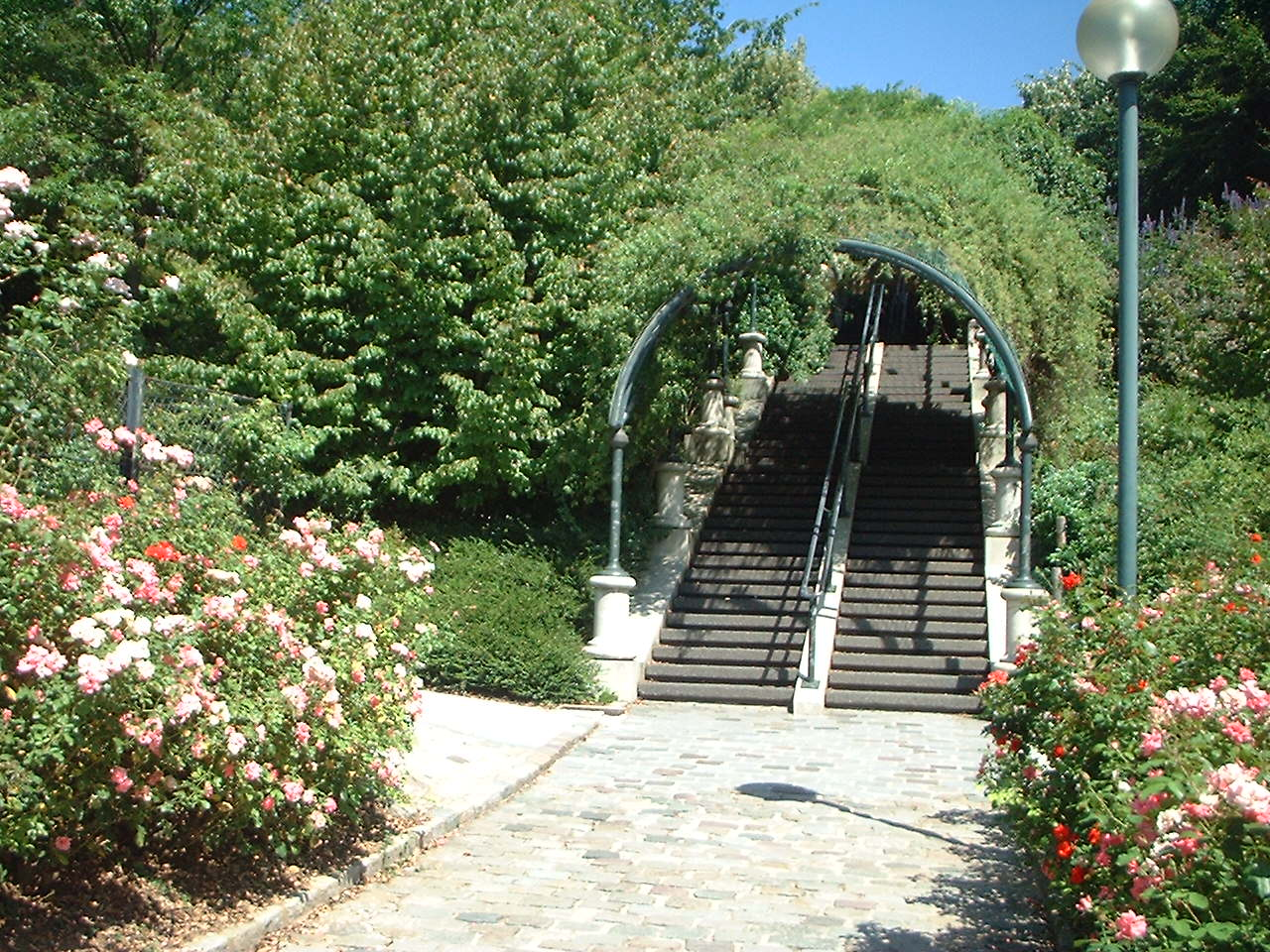
벨빌 공원의 모습

벨빌 공원(프랑스어: Parc de Belleville)은 프랑스 파리 20구에 위치한 공원이다.